# غرور و افتخار (فیلم)
«غرور و افتخار» (انگلیسی: Pride and Glory) فیلمی در ژانر جنایی و درام به کارگردانی گوین اکونر است که در سال ۲۰۰۸ منتشر شد.

## بازیگران
- ادوارد نورتون
- کالین فارل
- جان ویت
- نوآه امریش
- جنیفر ایلی
- جان اورتیز
- فرانک گریلو
- لیک بل
- کارمن اجوجو
- رامون رودریگز
- ریک گونزالز
- تای سیمپکینز
- وین دووال
- ماکسیمیلیانو هرناندز
- رایان سیمپکینز